# Bisdom Miri
Het bisdom Miri (Latijn: Dioecesis Miriensis) is een rooms-katholiek bisdom met als zetel Miri, in Maleisië. Het bisdom is suffragaan aan het aartsbisdom Kuching. 

## Geschiedenis
Het bisdom werd opgericht op 18 december 1959, als het apostolisch vicariaat Miri, uit delen van het apostolisch vicariaat Kuching. Op 31 mei 1976 werd het verheven tot bisdom. Het verloor gebied bij de oprichting van het bisdom Sibu (1986) en de apostolische prefectuur Brunei (1997). 

## Parochies
Het bisdom had in 2021 een oppervlakte van 66.135 km2 en telde 877.492 inwoners waarvan 12,9% rooms-katholiek was.

## Bisschoppen
- Anthony Denis Galvin (apostolisch vicaris: 5 april 1960, bisschop 31 mei 1976 - 5 september 1976)
- Anthony Lee Kok Hin (30 mei 1977 - 30 oktober 2013)
- Richard Ng (30 oktober 2013 - heden)

## Galerij van afbeeldingen

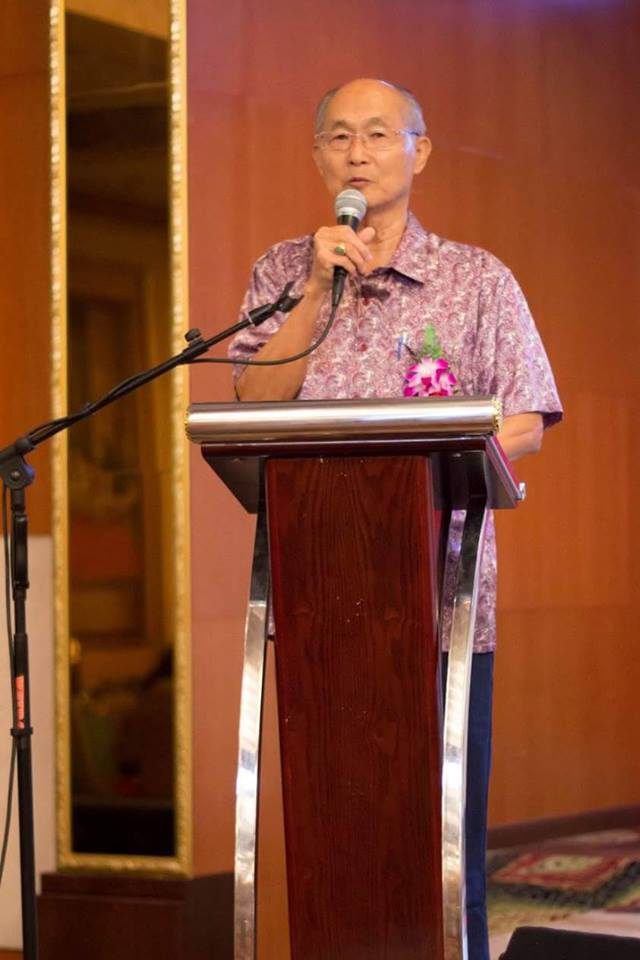
Bisschop Anthony Lee Kok Hin (1977-2013)